# WNBA All-Decade Team
La Women's National Basketball Association All-Decade Team è stata scelta nel 2006 in occasione del decimo anniversario della WNBA da una selezione di 30 nominativi votata dai fan, dai media, coach, e giocatrici. La squadra riunisce le 10 migliori e più influenti giocatrici del primo decennio della WNBA.

## Lista delle giocatrici
| Giocatrice       | Squadra WNBA (Presente/Ultima Squadra)      | Squadra Precedente           |
| Sue Bird         | Seattle Storm (2002-2022), ritirata.        |                              |
| Tamika Catchings | Indiana Fever (2001-2016). ritirata.        |                              |
| Cynthia Cooper   | Houston Comets (1997-2000, 2003), ritirata. |                              |
| Yolanda Griffith | Sacramento Monarchs (1999-Presente).        |                              |
| Lauren Jackson   | Seattle Storm (2001-Presente).              |                              |
| Lisa Leslie      | Los Angeles Sparks (1997-2009), ritirata.   |                              |
| Katie Smith      | Detroit Shock (2005-Presente).              | Minnesota Lynx (1999-2005).  |
| Dawn Staley      | Houston Comets (2005-Presente).             | Charlotte Sting (1999-2005). |
| Sheryl Swoopes   | Houston Comets (1997-Presente).             |                              |
| Tina Thompson    | Houston Comets (1997-Presente).             |                              |

### Menzione d'onore
| Giocatrice          | Squadra WNBA (Presente/Ultima Squadra)     | Squadra Precedente              |
| Ruthie Bolton       | Sacramento Monarchs (1997-2004), ritirata. |                                 |
| Chamique Holdsclaw  | Los Angeles Sparks (2005-Presente).        | Washington Mystics (1999-2004). |
| Ticha Penicheiro    | Sacramento Monarchs (1998-Presente).       |                                 |
| Diana Taurasi       | Phoenix Mercury (2004-Presente).           |                                 |
| Teresa Weatherspoon | Los Angeles Sparks (2004), ritirata.       | New York Liberty (1997-2003).   |